# Dieter Brammer

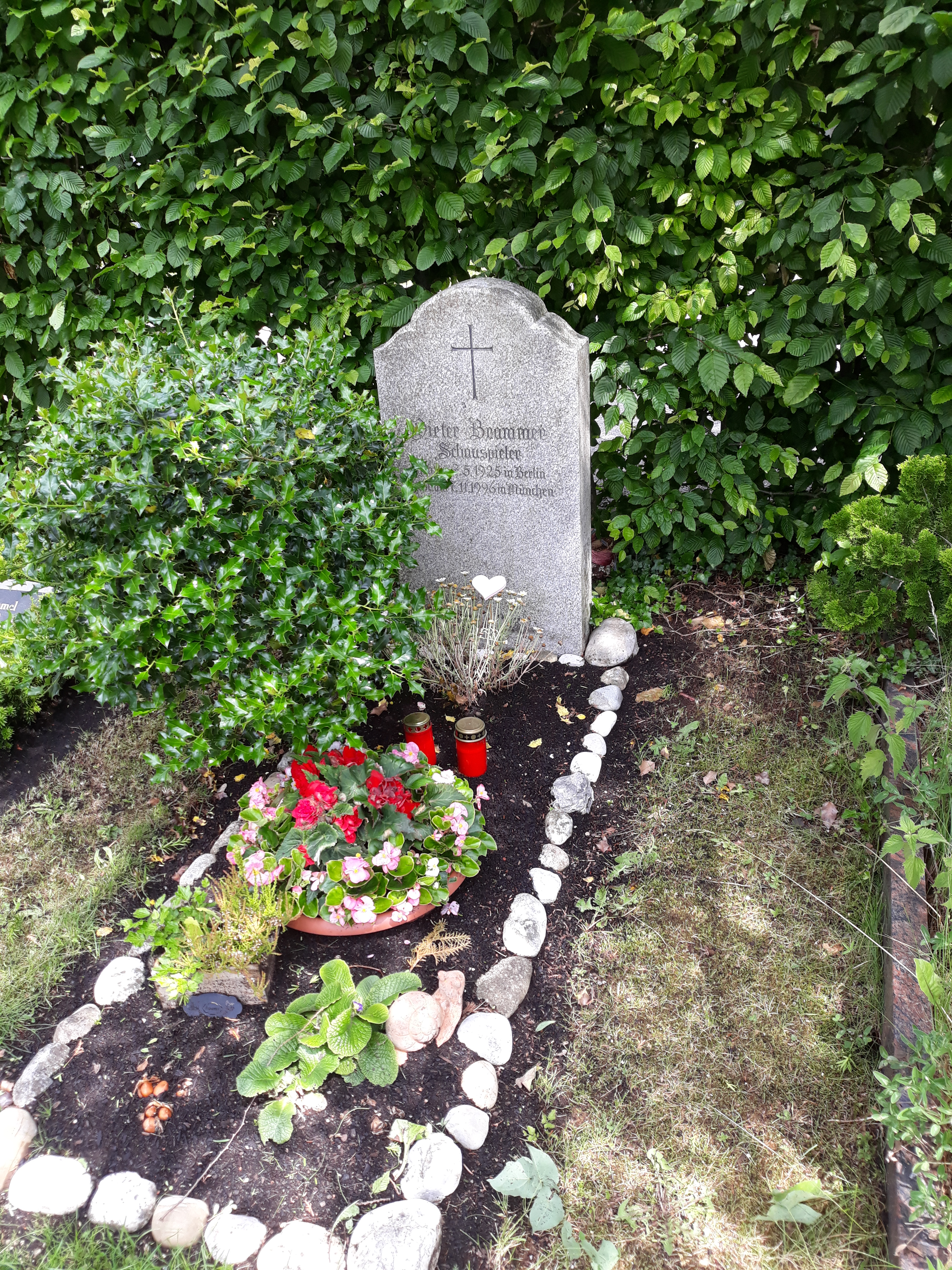
Das Grab von Dieter Brammer auf dem Friedhof Gräfelfing

Dieter Brammer (* 7. Mai 1925 in Berlin; † 7. November 1996 in München) war ein deutscher Schauspieler.

## Leben und Wirken
Er spielte unter Gustaf Gründgens am Deutschen Schauspielhaus in Hamburg und leitete zusammen mit Joost Siedhoff das Ensemble Die Brücke, das zwischen 1960 und 1974 in 90 Ländern gastierte.

## Filmografie
- 1982: Ein Fall für zwei: Nervenkrieg

## Persönliches
Aus seiner Ehe mit der Schauspielerin Inge Rassaerts gingen Christiane Brammer und Philipp Brammer hervor. Im November 1996 starb Dieter Brammer mit 71 Jahren in München.